# Ceramiales

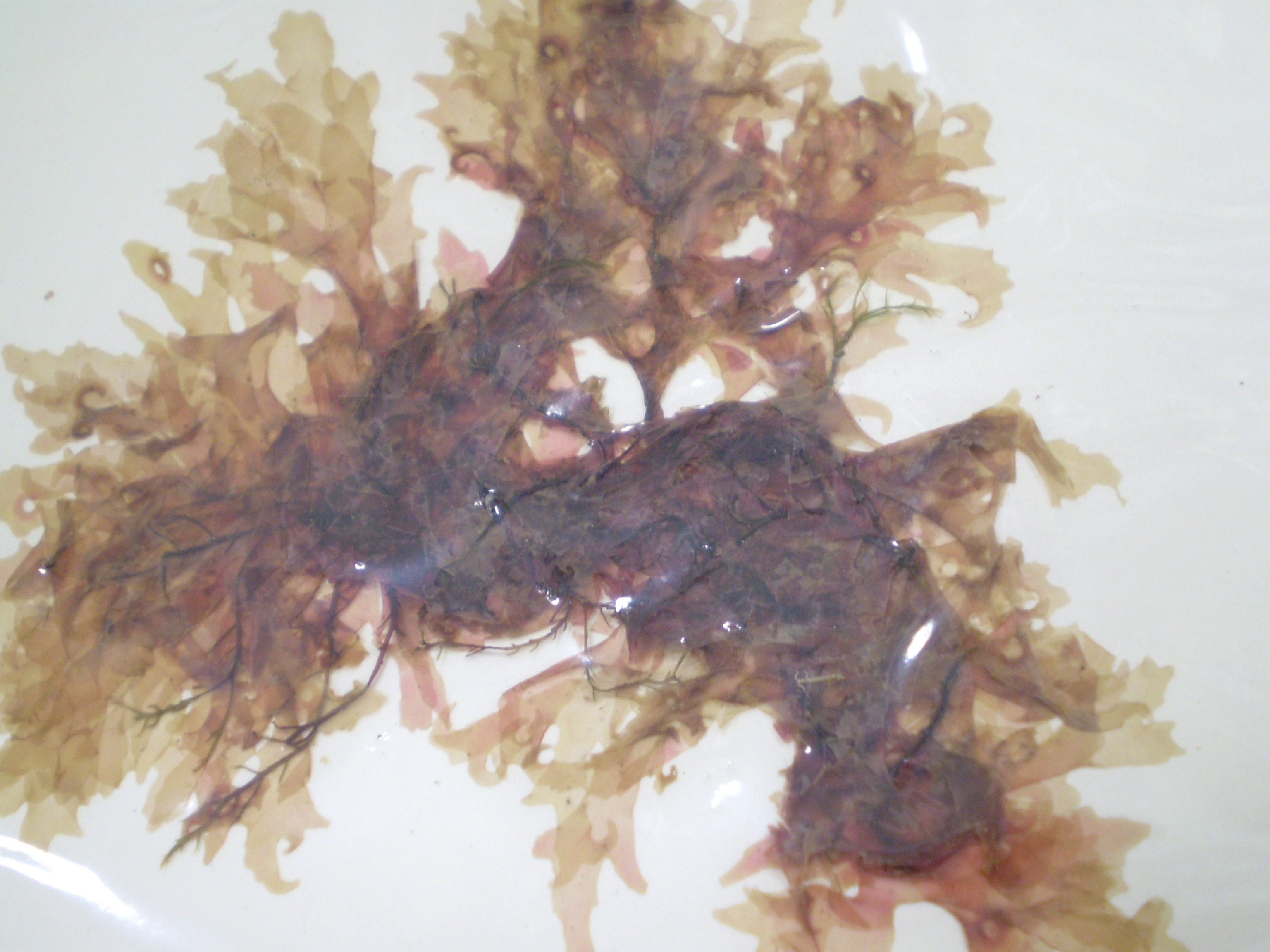
Acrosorium uncinatum

Ceramiales Oltmanns, 1904 é uma ordem de algas vermelhas pluricelulares da classe Florideophyceae, subfilo Rhodophytina.

## Taxonomia
A ordem Ceramiales inclui as seguintes famílias:
- Callithamniaceae Kützing, 1843
- Ceramiaceae Dumortier, 1822
- Dasyaceae Kützing, 1843
- Delesseriaceae Bory, 1828
- Rhodomelaceae J.E. Areschoug, 1847
- Sarcomeniaceae Womersley, 2003
- Spyridiaceae J. Agardh, 1851
- Wrangeliaceae J. Agardh, 1851
- Inkyuleeaceae H.-G. Choi, Kraft, H.-S. Kim, Guiry et G.W. Saunders, 2008^
- Choreocolacaceae Sturch